# Necromys lactens
Necromys lactens är en däggdjursart som först beskrevs av Thomas 1918.  Necromys lactens ingår i släktet Necromys och familjen hamsterartade gnagare. Inga underarter finns listade.

## Utseende
Arten är med en kroppslängd (huvud och bål) av 98 till 124 mm en medelstor gnagare. I den gulbruna pälsen på ovansidan är flera svarta hår inblandade. Sidorna är ljusare med inslag av röd eller kanelbrun och undersidan har en blek kanelbrun färg. Typisk är vita fläckar som finns på strupen och/eller hakan. Öronen är bra täckt med hår och några individer har mörka ögonringar. Den 57 till 77 mm långa svansen har en brun ovansida och en vitaktig undersida. Även vid tårna finns vita tofsar. Den del av kraniet som bildar nosen är kort. Flera avvikande detaljer av kraniet och tänderna skiljer arten från andra släktmedlemmar.

## Utbredning och ekologi
Denna gnagare förekommer i Sydamerika från centrala Bolivia till nordvästra Argentina. Arten vistas vanligen i höglandet öster om Anderna mellan 2000 och 4000 meter över havet. Ibland hittas den i lägre bergstrakter vid 1500 meter över havet. Necromys lactens lever i ekosystemet Puna. Den uppsöker även jordbruksmark.
Enligt ett fåtal källor sker fortplantningen mellan november och april (sydsommar) och pälsen byts mellan maj och juli.

## Hot
Beståndet hotas regionalt av landskapsförändringar. Hela populationen minskar men den är fortfarande stor. IUCN listar arten som livskraftig (LC).